# Горлицы-зенайды
Горлицы-зенайды (лат. Zenaida) — род птиц семейства голубиных.
Небольшие птицы массой около 100 г, длиной тела около 30 см, отличающиеся ступенчатым хвостом.
Название рода дано Шарлем Люсьеном Бонапартом в честь своей жены Зенайды.

## Виды
В состав рода включают 7 видов:
- Zenaida asiatica — белокрылая горлица
- Zenaida auriculata — ушастая горлица
- Zenaida aurita — антильская горлица
- Zenaida galapagoensis — галапагосская горлица
- Zenaida graysoni — Горлица острова Сокорро
- Zenaida macroura — плачущая горлица
- Zenaida meloda

## Ареал
Виды рода распространены в Северной, Центральной и Южной Америке. Галапагосская горлица — эндемик Галапагосских островов. Zenaida graysoni — эндемик островов Ревилья-Хихедо, вымер в природе.

## Галерея

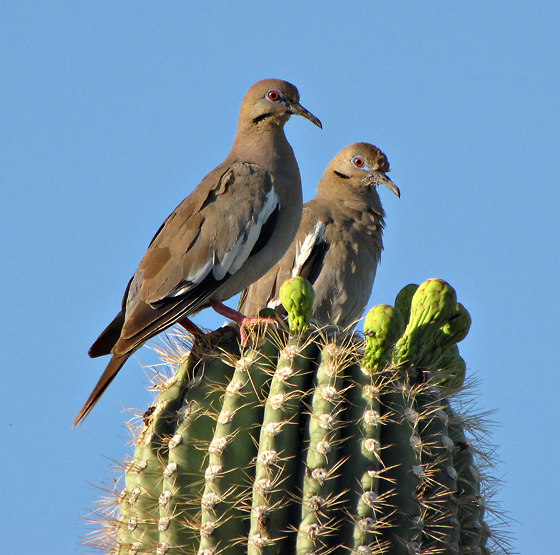
белокрылая горлица
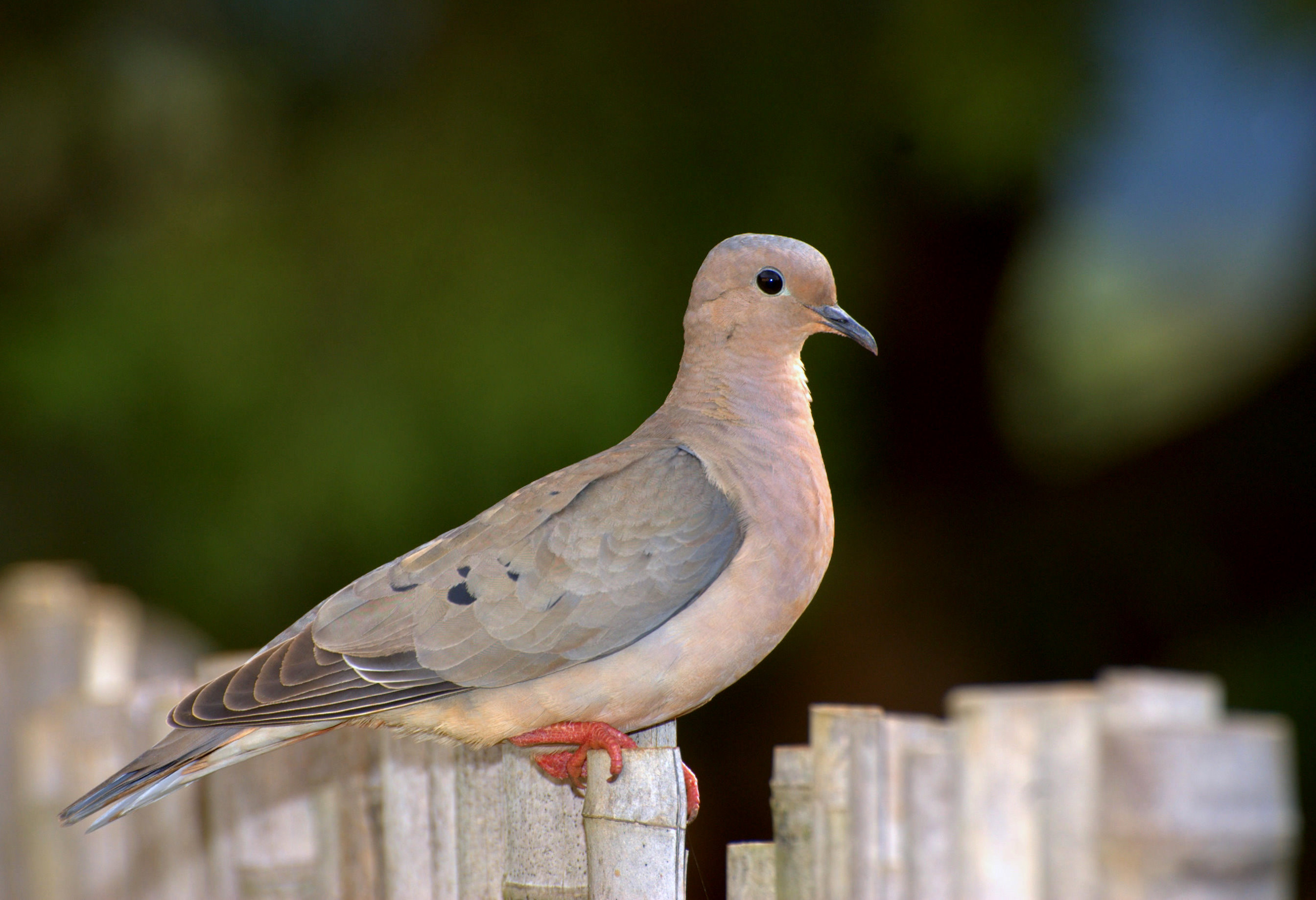
ушастая горлица
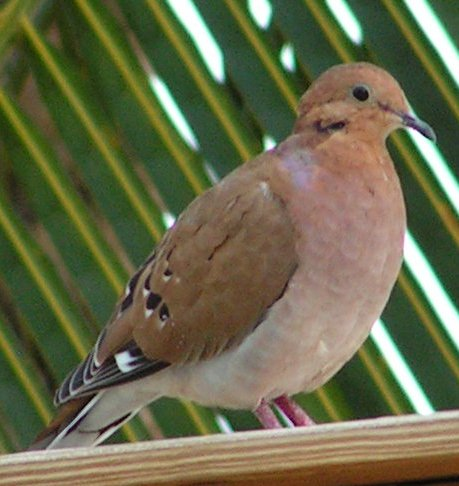
антильская горлица
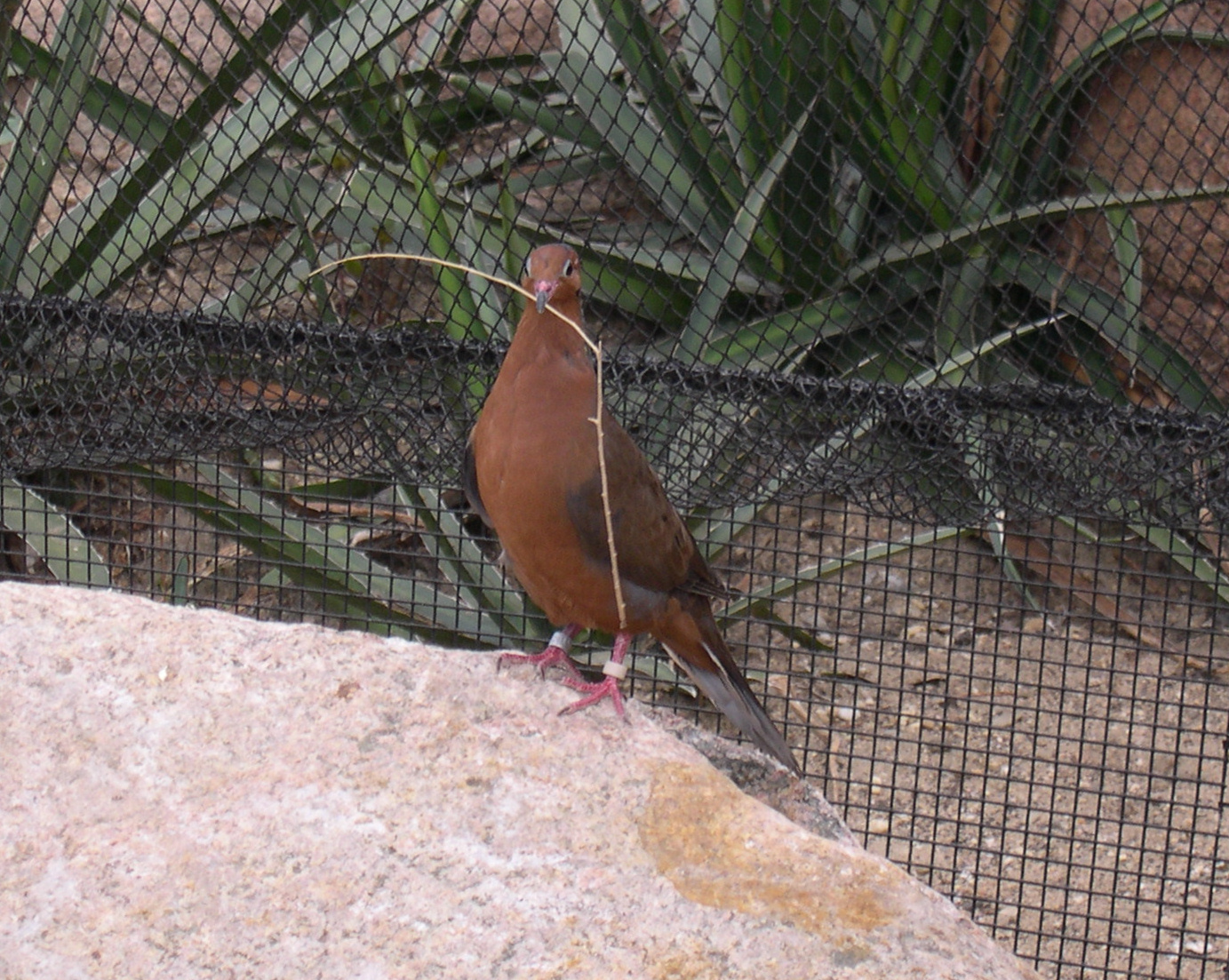
Zenaida graysoni
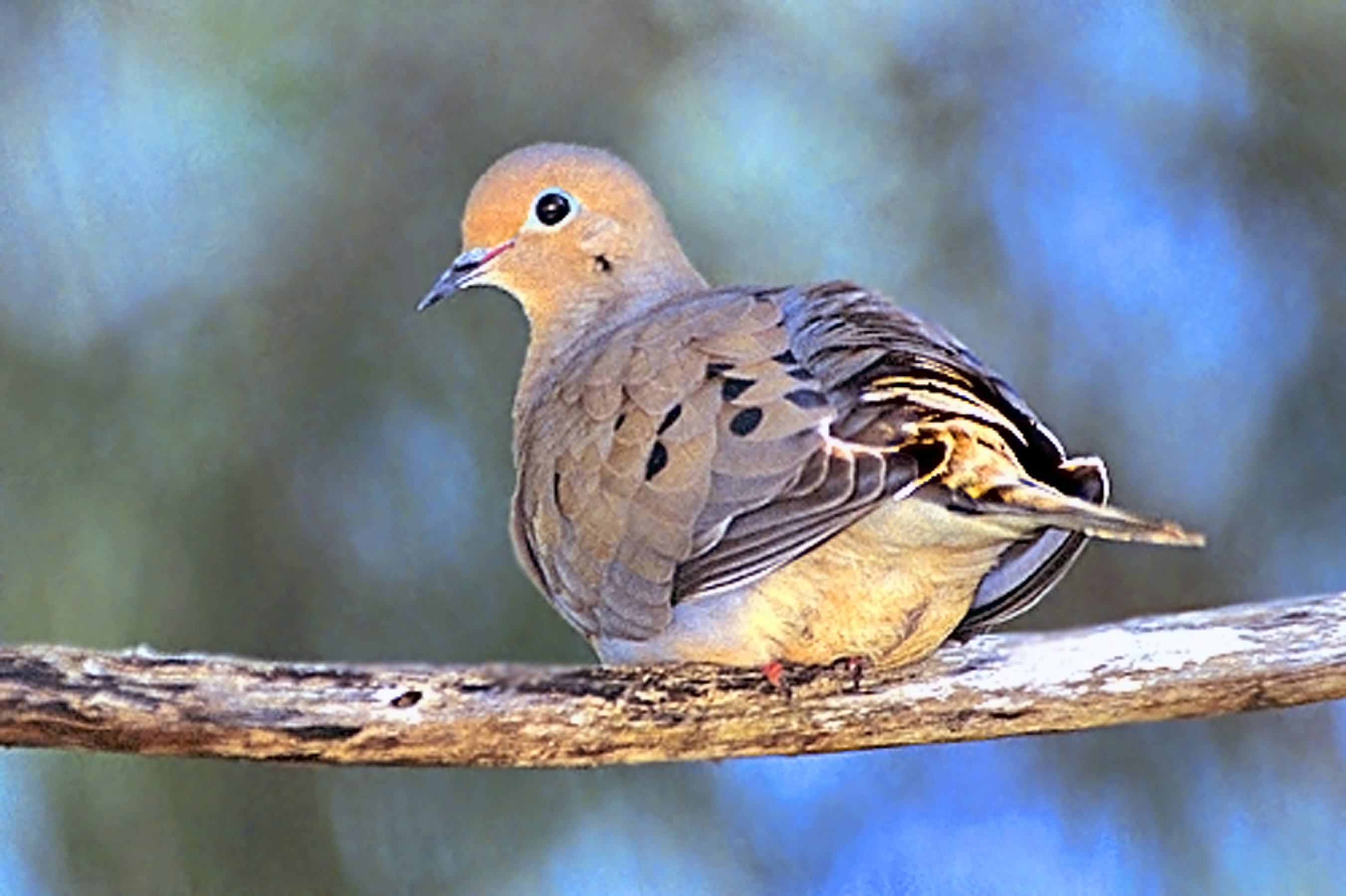
плачущая горлица